# Laoag
Laoag est une ville de 1re classe, capitale de la province d'Ilocos Norte aux Philippines. Selon le recensement de 2010 elle est peuplée de 104 904 habitants.

## Étymologie
Laoag signifie « lieu de la lumière » en ilocano.

## Histoire
Laoag était un centre de commerce connu du Japon et de la Chine lorsque les Espagnols y arrivèrent en 1572. Des missionnaires espagnols y installèrent une église en 1580. Laoag est officiellement devenue une ville en 1965.

## Barangays
Laoag est divisée en 80 barangays.
- Apaya
- Araniw
- Bacsil North
- Bacsil South
- Balacad
- Balatong
- Barit-Pandan
- Bengcag
- Buttong
- Caaoacan
- Cabungaan North
- Cabungaan South
- Calayab
- Camangaan
- Casili
- Cataban
- Cavit
- Darayday
- Dibua North
- Dibua South
- Gabu Norte East
- Gabu Norte West
- Gabu Sur
- La Paz East
- La Paz Proper
- La Paz West
- Lagui-Sail
- La Paz East
- La Paz Proper
- Lataag
- Madiladig
- Mangato East
- Mangato West
- Navotas North
- Navotas South
- Nalbo
- Nangalisan East
- Nangalisan West
- Nstra. Sra. De Consolacion
- Nstra. Sra. De Natividad
- Nstra. Sra. De Natividad
- Nstra. Sra. De Soledad
- Nstra. Sra. De Visitacion
- Nstra. Sra. Del Rosario
- Pila
- Raraburan
- Rioeng
- Salet-Bulangon
- San AgustinJeff
- San Andres
- San Bernabe
- San Francisco
- San Guillermo
- San Guillermo
- San Isidro
- San Jacinto
- San Jose
- San Lorenzo
- San Marcelino
- San Mateo
- San Matias
- San Miguel
- San Pedro
- San Pedro
- Bry. 18San Quirino
- San Vicente
- Santa Angela
- Santa Balbina
- Santa Cayetana
- Santa Joaquina
- Santa Marcela
- Santa Maria
- Santa Rosa
- Santo Tomas
- Santo Tomas
- Suyo
- Talingaan
- Tangid
- Vira
- Zamboanga

## Démographie
| Année | Habitants | Évolution |
| ----- | --------- | --------- |
| 1995  | 88 336    | -         |
| 2000  | 94 466    | 6,94 %    |
| 2007  | 102 457   | 8,46 %    |
| 2010  | 104 904   | 2,39 %    |